# Mutopia Project
Mutopia Project drives af frivillige med den hensigt at skabe et bibliotek af nodemateriale i public domain på samme måde som Projekt Gutenbergs bibliotek over bøger som er offentlig ejendom.
Musikken gengives fra materiale der ikke længere er ophavsret til. Det nye notemateriale laves ved hjælp af LilyPond-software og distribueres i PDF-, PostScript-, MIDI- og LilyPond-format.
Der er – maj 2009 – omkring 1500 musikstykker tilgængelige, over halvdelen for piano. Der findes også meget vokalmusik og andre musikinstrumenter.